# حصار أنتويرب (1914)
حصار أنتويرب (بالإنكليزية: Siege of Antwerp، بالهولندية: Beleg van Antwerpen، بالفرنسية: Siège d'Anvers، بالألمانية: Belagerung von Antwerpen) اشتباك بين الجيوش الألمانية والبلجيكية والبريطانية والفرنسية حول مدينة أنتويرب المحصنة خلال الحرب العالمية الأولى. حاصرت القوات الألمانية حامية من قوات الحصن البلجيكي والجيش الميداني البلجيكي والفرقة البحرية الملكية البريطانية في منطقة أنتويرب، بعد الغزو الألماني لبلجيكا في أغسطس 1914. حاصرت القوات الألمانية المدينة، التي كانت محاطة بالحصون المسماة معقل بلجيكا الوطني، من الجهتين الجنوبية والشرقية.
نفذت القوات البلجيكية في أنتويرب ثلاث طلعات في أواخر سبتمبر وبداية أكتوبر واستطاعت بذلك إيقاف خطط الألمان لإرسال قوات إلى فرنسا حيث الحاجة إلى تعزيزات لمواجهة الجيوش الفرنسية والحملة العسكرية البريطانية.
بدأت ألمانيا قصف التحصينات البلجيكية بالمدفعية الثقيلة والثقيلة جدًا في 28 سبتمبر. لم يكن لدى الحامية البلجيكية أي أمل في النصر دون مساندة، ورغم بدء وصول الفرقة البحرية الملكية في 3 أكتوبر، اخترق الألمان الحلقة الخارجية من التحصينات. أخذ الجيش الميداني البلجيكي بالانسحاب غربًا نحو الساحل حين بدأ التقدم الألماني بإعاقة ممر ممتد من غرب المدينة على طول الحدود الهولندية نحو الساحل، حافظ البلجيكيون في أنتويرب من خلاله على اتصال ببقية بلجيكا غير المحتلة.
في 9 أكتوبر، استسلمت بقية الحامية، واحتل الألمان المدينة وفرّت بعض القوات البريطانية والبلجيكية إلى هولندا شمالًا واعتُقلوا هناك طوال فترة الحرب. انسحبت القوات البلجيكية من أنتويرب إلى نهر إيجر قرب الحدود الفرنسية وتمركزت هناك، لبدء الدفاع عن الجزء الأخير غير المحتل من بلجيكا وخاضت معركة إيجر ضد الجيش الألماني الرابع في أكتوبر ونوفمبر 1914. حافظ الجيش البلجيكي على المنطقة حتى أواخر عام 1918، عندما شارك في تحرير الحلفاء لبلجيكا.

## خلفية

### السياق الاستراتيجي
حمت الحصون والمواقع الدفاعية مدينة أنتويرب بقيادة الحاكم العسكري العام فيكتور ديغيس، ما جعل المدينة منيعة. منذ ثمانينيات القرن التاسع عشر، اعتمد التخطيط الدفاعي البلجيكي على إقامة حصون واقية على نهر الميز في لياج وعند التقاء نهري الميز وسامبر في نامور، لمنع الجيشين الفرنسي والألماني من عبور النهر، مع الإبقاء على خيار التراجع إلى معقل بلجيكا الوطني في أنتويرب، باعتباره الملاذ الأخير، إلى أن تتمكن القوى الأوروبية التي تضمن الحياد البلجيكي من التدخل. تألف معقل بلجيكا الوطني من اثني عشر حصنًا قديمًا على بعد نحو 5 كم (3.1 ميل) خارج المدينة، اكتمل بناؤها في ستينيات القرن التاسع عشر، مع سور للمدينة متاخم لمصب نهر سخيلده (شخيلت) في كلا طرفيه، وخنادق رطبة حول الحصون والسور. تألف خط المقاومة الرئيسي من حلقة مكونة من 21 حصنًا، على بعد 10-15 كيلومترًا (6.2-9.3 ميل) خارج المدينة، تم بناؤها بعد عام 1882. ودافعت مجموعة مؤلفة من حصنين وثلاث سرايا ساحلية عن نهر سخيلده وحدثت بعض الفيضانات المُجهَز لها. كانت الحصون التي بنيت في لياج ونامور على الميز مماثلة من ناحية البناء، وأريد منها أن تكون «حصونًا واقية ورؤوس جسور»، وخط دفاع أول في حال الغزو من الشرق أو الجنوب الشرقي.

### الغزو الألماني
في 2 أغسطس 1914، رفضت الحكومة البلجيكية مرور القوات الألمانية عبر بلجيكا نحو فرنسا، وفي ليلة 3/4 أغسطس أمرت هيئة الأركان العامة البلجيكية الفرقة الثالثة بالذهاب إلى لياج لعرقلة التقدم الألماني. غزا الجيش الألماني بلجيكا صباح يوم 4 أغسطس. وبتغطية الفرقة الثالثة، وحامية حصن لياج، ودرع فرقة الفرسان، والمفارز من لياج ونامور، غطت بقية الجيش الميداني البلجيكي المنطقة وصولًا إلى نهر غيته وبحلول 4 أغسطس كانت الفرقة الأولى قد تجمعت في تينين، والفرقة الخامسة في بيرويز، والفرقة الثانية في لويفن، والفرقة السادسة في وافر، مغطية بذلك وسط وغرب بلجيكا والاتصالات مع أنتويرب. وصل سلاح الفرسان الألماني إلى فيزيه في وقت مبكر من يوم 4 أغسطس ووجد الجسر نازلًا والقوات البلجيكية على الضفة الغربية. عثر الألمان على مخاضة وعبروا النهر وأجبروا البلجيكيين على التراجع نحو لياج. وبحلول المساء، كان من الواضح للقيادة العليا البلجيكية أن الفرقة الثالثة وحامية لياج تواجهان قوة غزو كبيرة جدًا.
في 5 أغسطس بدأت معركة لياج، عندما حاول الألمان الاستيلاء على مدينة لياج المحصنة بضربة خاطفة ثم حاولوا شن هجوم ليلي. انهار الهجوم في حالة من الارتباك إلى أن حشد الجنرال إريك لودندورف المشاة. وهاجم لودندورف مجددًا ظهر يوم 6 أغسطس ولم يواجه أي مقاومة في المدينة، إذ تراجعت الفرقة الثالثة البلجيكية إلى غيته. بدأ الألمان حصارًا للمعقل، الذي سقطت في 16 أغسطس. وفي 10 أغسطس، وصل سلاح الفرسان الألماني إلى غيته وبدأ مشاة الياغر في التحرك شمالًا إلى ديست وهاسلت. وفي 12 أغسطس، هاجم سلاح الفرسان الألماني والياغر في معركة هالن وصُدّا بعد معركة دامت عشر ساعات.
بحلول 17 أغسطس، عبر عدد كبير من القوات الألمانية إلى بلجيكا بين الميز وديمر وغيته، على الرغم من عمليات التدمير التي نفذها الجيش البلجيكي والقوات شبه العسكرية المسماة غاردي سيفيك (الحرس المدني). تعرض التموضع البلجيكي على الجناح الأيمن (الجنوبي) من غيته للتهديد من خلال مناورة إحاطة عبر هواي. وفي 18 أغسطس، هاجم الألمان مجددًا، واستولوا على هالن، ودخلوا تينين وهاجموا الفرقة الأولى من الأمام ومن الجانب الشمالي، تمكنت الفرقة الأولى من صد الهجوم بصعوبة كبيرة.
مع ورود معلومات تفيد بأن خمسة فيالق ألمانية وستة من قوات الاحتياط كانوا في بلجيكا قبل أن يجهز الدعم من الجيش الفرنسي أو الحملة العسكرية البريطانية، أُمر الجيش الميداني البلجيكي بالانسحاب نحو أنتويرب مساء يوم 18 أغسطس. وصل الجيش المنسحب في 20 أغسطس، ولم يواجه في طريقه سوى عرقلة بسيطة من الفرق الألمانية المتقدمة، باستثناء اشتباك بين الفرقة الأولى والفيلق التاسع الألماني قرب تينين، قُتل فيه 1630 من البلجيكيين. سقطت العاصمة البلجيكية بروكسل في 20 أغسطس، في وقت وصول الجيش الميداني البلجيكي إلى أنتويرب. وسقطت نامور في 24 أغسطس، في نفس الوقت الذي نفذ فيه الجيش الميداني طلعة من أنتويرب باتجاه بروكسل. غادرت حكومة تشارلز دي بروكيفيل البلجيكية بروكسل وانتقلت إلى أنتويرب لتجنب الأسر من قبل الألمان، الذين كلّفوا فيلق الاحتياط الثالث من الجيش الأول بحماية المدينة من المواقع الموجودة على جانبي قناة دايل. وأُرسل لواء من فيلق الاحتياط الرابع لاحتلال بروكسل. أُمر فيلق الاحتياط التاسع بالتحرك نحو أنتويرب في 22 أغسطس.